# Pardopsis punctatissima
Pardopsis punctatissima là một loài bướm ngày thuộc họ Nymphalidae. Nó được tìm thấy ở fynbos, lowland và afromontane forest và grassland from the Van Staden’s Pass in the East Cape và then along the foothills of miền đông escarpment into Mpumalanga và the Limpopo Province, phía bắc đến Mozambique và then from Zimbabwe to Abyssinia. Nó cũng có mặt ở Madagascar.
Sải cánh dài 30–34 mm đối với con đực và 33–36 mm đối với con cái. Con trưởng thành bay quanh năm nhiều nhất vào từ tháng 10 đến tháng 3.
Ấu trùng ăn Hybanthus capensis.